# Miconia regelii
Miconia regelii är en tvåhjärtbladig växtart som beskrevs av Célestin Alfred Cogniaux. Miconia regelii ingår i släktet Miconia och familjen Melastomataceae. Inga underarter finns listade i Catalogue of Life.